# Bascule de Schmitt
Pour les articles homonymes, voir Bascule.
 (mai 2024).
Si vous disposez d'ouvrages ou d'articles de référence ou si vous connaissez des sites web de qualité traitant du thème abordé ici, merci de compléter l'article en donnant les références utiles à sa vérifiabilité et en les liant à la section « Notes et références ».
Une bascule de Schmitt, aussi appelée trigger de Schmitt ou bascule à seuil, est un circuit logique inventé en 1934 par Otto Schmitt, ingénieur américain.

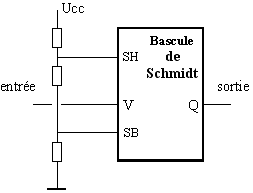
Symbole

## Principe
C'est une bascule à trois entrées V, SB et SH et une sortie Q. Contrairement aux autres bascules, qui sont commandées en appliquant des signaux logiques à leurs entrées, la bascule de Schmitt est conçue pour être pilotée par une tension analogique, c'est-à-dire qu'elle peut prendre n'importe quelle valeur (dans l'intervalle 0 - Vcc afin de ne pas dégrader le circuit).
Les entrées SB et SH (seuil bas, seuil haut, ce dernier étant à un potentiel supérieur à SB) sont maintenues à des potentiels fixes ; ceci peut se faire par exemple grâce à un diviseur de tension composé de 3 résistances placées en série entre Vcc et la masse ; SH et SB sont reliés aux points intermédiaires du diviseur.

## Fonctionnement
Le fonctionnement est le suivant :

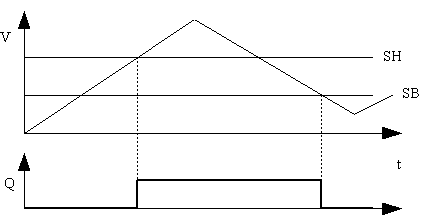
Chronogramme

- supposons qu'au départ, V soit à 0 ; Q est alors à 0 ;
- quand V augmente, Q reste à 0 jusqu'à ce que V dépasse SH ; à ce moment, Q passe à 1 ;
- Q reste à 1 jusqu'au moment où V devient inférieur à SB ; à ce moment, Q passe à 0;
- Q reste à 0 jusqu'à ce que V repasse au-dessus de SH.

## Applications
La principale application de la bascule de Schmitt est la mise en forme de signaux analogiques pour les appliquer à des circuits logiques (par exemple une entrée de compteur). Cette utilisation est qualifiée quelques fois de circuit « conformateur ».
La bascule de Schmitt peut aussi être utilisée pour :
- débarrasser un signal du bruit ; il suffit que l'écart entre SH et SB soit supérieur à l'amplitude crête-à-crête du signal ;
- réaliser des circuits de contrôle avec hystérésis : thermostats, interrupteurs crépusculaires, maintien du niveau dans une cuve...
- le trigger de Schmitt est l'ancêtre des générateurs de musique et a été très longtemps utilisé pour les appareils électroniques devant générer du son, comme les montres électroniques, les sonneries des téléphones portables, les Game-Boy et consoles de jeux antérieures à la génération 16-bit, les alarmes électroniques, les cartes de vœux parlantes, les boîtes à musique et horloges électroniques, etc. Il ne pouvait générer que des signaux rectangulaires, appelés dans le langage courant "sons électroniques", qui ont été très longtemps associés aux jeux vidéo même après que la bascule de Schmitt soit tombée en désuétude pour ce type d'application. Le fameux bip des premiers ordinateurs dans les années 1980 était un signal rectangulaire. On constate un regain d’intérêt[réf. nécessaire] pour ce type d'oscillateurs parallèle à la mode récente des synthétiseurs modulaires et autres instruments DIY. Les puces 4093 et 40106, portes logiques à base de bascules de Schmitt sont largement utilisées pour construire des oscillateurs à signaux carrés.

## Utilisation en électronique numérique
Symbole d'une porte Trigger de Schmitt : 
Le dessin contenu dans le triangle représente le cycle d'hystérésis caractéristique de ces portes logiques :
Ces portes permettent de s'assurer de la stabilité d'un signal de sortie logique en fonction d'un signal d'entrée analogique.